# Quatrième district congressionnel de Caroline du Sud
Le 4e district congressionnel de Caroline du Sud est un district situé dans le nord de l'État de Caroline du Sud, limitrophe de la Caroline du Nord. Il comprend des parties des comtés de Greenville et de Spartanburg. Le district comprend les deux grandes villes de Greenville et Spartanburg.
Le district est l'un des plus conservateurs de l'État. À la fin du XXe siècle, il est aux mains des républicains depuis 1979, à l'exception d'un mandat de six ans de la Démocrate Liz J. Patterson, fille de l'ancien Sénateur Olin Johnston. Même avant que les Républicains ne prennent finalement le contrôle du siège, le 4e était une circonscription plutôt conservatrice. Comme dans la plupart de l’État, les démocrates du Sud d’anciennes lignes ont commencé à diviser leurs tickets dès les années 1940. Cependant, les conservateurs blancs de cette région sont devenus de plus en plus disposés à soutenir les Républicains aux niveaux national et local dès les années 1970, bien avant que le reste de l'État ne devienne républicain. Le district est une destination majeure pour les candidats à la présidentielle les années d'élections, la Caroline du Sud étant l'un des premiers États à organiser une primaire présidentielle.
Le Républicain William Timmons représente la circonscription depuis le 3 janvier 2019. Il a succédé au Républicain Trey Gowdy qui n'a pas cherché à être réélu.
De 2003 à 2013, le district comprenait la totalité des comtés de Spartanburg et Union et certaines parties des comtés de Greenville et Laurens.
Greenville et certaines parties des comtés de Spartanburg se trouvent entièrement dans le district.

## Historique de vote
| Année | Poste     | Résultats              |
| ----- | --------- | ---------------------- |
| 2000  | Président | Bush 64,0 % – 33,0 %   |
| 2004  | Président | Bush 65,0 % – 34,0 %   |
| 2008  | Président | McCain 60,6 % – 37,7 % |
| 2012  | Président | Romney 62,2 % – 36,2 % |
| 2016  | Président | Trump 60,2 % – 34,5 %  |
| 2020  | Président | Trump 60,4 % – 39,5 %  |

## Liste des Représentants du district
| Membre                          | Parti                 | Années                               | Congrès     | Histoire électorale | Zone géographique                                                             |
| ------------------------------- | --------------------- | ------------------------------------ | ----------- | --- | ----------------------------------------------------------------------------- |
| District établit le 4 mars 1789 |                       |                                      |             | |                                                                               |
| Thomas Sumter                   | Anti-Administration   | 4 mars 1789 - 3 mars 1793            | 1re , 2e    | Élu en 1788. Réélu en 1790. Retrait. | 1789–1793 District Camden                                                     |
| Richard Winn (en)               | Anti-Administration   | 4 mars 1793 - 3 mars 1795            | 3e , 4e     | Élu en 1793. Réélu en 1794. Perd sa réélection. | 1793–1797 District Camden                                                     |
| Richard Winn (en)               | Républicain-Démocrate | 4 mars 1795 - 3 mars 1797            | 3e , 4e     | Élu en 1793. Réélu en 1794. Perd sa réélection. | 1793–1797 District Camden                                                     |
| Thomas Sumter                   | Républicain-Démocrate | 4 mars 1797 - 15 décembre 1801       | 5e - 77e    | Élu en 1796. Réélu en 1798. Réélu en 1800. Démissionne lorsqu'élu Sénateur des États-Unis.                                                                                | 1797–1803 District Camden                                                     |
| Vacant                          | Vacant                | 15 décembre 1801 - 24 janvier 1803   | 7e          | | 1797–1803 District Camden                                                     |
| Richard Winn (en)               | Républicain-Démocrate | 21 janvier 1803 - 3 mars 1803        | 7e          | Élu pour terminer le mandat de Sumter. Redécoupage vers le 5e district.                                                                                                   | 1797–1803 District Camden                                                     |
| Wade Hampton                    | Républicain-Démocrate | 4 mars 1803 - 3 mars 1805            | 8e          | Élu en 1803. Retrait. | 1803–1813 District Orangeburgh                                                |
| O'Brien Smith (en)              | Républicain-Démocrate | 4 mars 1805 - 3 mars 1807            | 9e          | Élu en 1804. Retrait. | 1803–1813 District Orangeburgh                                                |
| John Taylor (en)                | Républicain-Démocrate | 4 mars 1807 - 30 décembre 1810       | 10e , 11e   | Élu en 1806. Réélu en 1808. Perd sa réélection et démissionne. | 1803–1813 District Orangeburgh                                                |
| Vacant                          | Vacant                | 30 décembre 1810 - 3 mars 1811       | 11e         | | 1803–1813 District Orangeburgh                                                |
| William Lowndes (en)            | Républicain-Démocrate | 4 mars 1811 - 3 mars 1813            | 12e         | Élu en 1810. Redécoupage vers le 2e district. | 1803–1813 District Orangeburgh                                                |
| John J. Chappell (en)           | Républicain-Démocrate | 4 mars 1813 - 3 mars 1817            | 13e , 14e   | Élu en 1812. Réélu en 1814. Perd sa réélection. | 1813–1823 District Orangeburgh                                                |
| Joseph Bellinger (en)           | Républicain-Démocrate | 4 mars 1817 - 3 mars 1819            | 15e         | Élu en 1816. Retrait. | 1813–1823 District Orangeburgh                                                |
| James Overstreet (en)           | Républicain-Démocrate | 4 mars 1819 - 24 mai 1822            | 16e , 17e   | Élu en 1818. Réélu en 1820. Décès. | 1813–1823 District Orangeburgh                                                |
| Vacant                          | Vacant                | 24 mai 1822 - 4 décembre 1822        | 17e         | | 1813–1823 District Orangeburgh                                                |
| Andrew R. Govan (en)            | Républicain-Démocrate | 4 décembre 1822 - 3 mars 1825        | 17e - 19e   | Élu pour terminer le mandat d'Overstreet. Réélu en 1823. Réélu en 1824. Perd sa réélection.                                                                               | 1813–1823 District Orangeburgh                                                |
| Andrew R. Govan (en)            | Républicain-Démocrate | 4 décembre 1822 - 3 mars 1825        | 17e - 19e   | Élu pour terminer le mandat d'Overstreet. Réélu en 1823. Réélu en 1824. Perd sa réélection.                                                                               | 1823–1833 District Orangeburgh : Barnwell, Lexington, Orangeburgh et Richland |
| Andrew R. Govan (en)            | Jacksonien (en)       | 4 mars 1825 - 3 mars 1827            | 17e - 19e   | Élu pour terminer le mandat d'Overstreet. Réélu en 1823. Réélu en 1824. Perd sa réélection.                                                                               |                                                                               |
| William D. Martin (en)          | Jacksonien (en)       | 4 mars 1827 - 3 mars 1831            | 20e , 21e   | Élu en 1826. Réélu en 1828. Retrait. |                                                                               |
| John M. Felder (en)             | Jacksonien (en)       | 4 mars 1831 - 3 mars 1833            | 22e , 23e   | Élu en 1830. Réélu en 1833. Retrait. |                                                                               |
| John M. Felder (en)             | Nullifer (en)         | 4 mars 1833 - 3 mars 1835            | 22e , 23e   | Élu en 1830. Réélu en 1833. Retrait. | 1833–1843                                                                     |
| James Henry Hammond             | Nullifer (en)         | 4 mars 1835 - 26 février 1836        | 24e         | Élu en 1834. Démissionne. | 1833–1843                                                                     |
| Vacant                          | Vacant                | 26 février 1836 - 10 décembre 1836   | 24e         | | 1833–1843                                                                     |
| Franklin H. Elmore (en)         | Nullifer (en)         | 10 décembre 1836 - 3 mars 1839       | 24e , 25e   | Élu le 10 octobre 1836 pour terminer le mandat d'Hammond et intronisé le 19 décembre 1836. Élu le même jour en 1836 pour un autre mandat. Retrait.                        | 1833–1843                                                                     |
| Sampson H. Butler (en)          | Démocrate             | 4 mars 1839 - 27 septembre 1842      | 26e , 27e   | Élu en 1838. Réélu en 1840. Démissionne. | 1833–1843                                                                     |
| Vacant                          | Vacant                | 27 septembre 1842 - 17 décembre 1842 | 27e         | | 1833–1843                                                                     |
| Samuel W. Trotti (en)           | Démocrate             | 17 décembre 1842 - 3 mars 1843       | 27e         | Élu pour terminer le mandat de Butler. Retrait. | 1833–1843                                                                     |
| John Campbell (en)              | Démocrate             | 3 mars 1843 - 3 mars 1845            | 28e         | Redécoupage depuis le 3e district et réélu en 1843. Retrait. | 1843–1853                                                                     |
| Alexander D. Sims (en)          | Démocrate             | 4 mars 1845 - 22 novembre 1848       | 29e , 30e   | Élu en 1844. Réélu en 1846. Réélu en 1848 mais décède avant le début du mandat suivant.                                                                                   | 1843–1853                                                                     |
| Vacant                          | Vacant                | 22 novembre 1848 12 février 1849     | 30e         | | 1843–1853                                                                     |
| John McQueen (en)               | Démocrate             | 12 février 1849 - 3 mars 1853        | 30e - 32e   | Élu pour terminer le mandat de Sims lors du 30e Congrès. Élu pour terminer le mandat de Sims lors du 31e Congrès. Réélu en 1850. Redécoupage vers le 1er district.        | 1843–1853                                                                     |
| Preston S. Brooks (en)          | Démocrate             | 4 mars 1853 - 15 juillet 1856        | 33e , 34e   | Élu en 1853. Réélu en 1854. Démissionne pour obtenir le soutien des électeurs à la suite du passage à tabac de Charles Sumner.                                            | 1853–1863                                                                     |
| Vacant                          | Vacant                | 15 juillet 1856 - 1er août 1856      | 34e         | | 1853–1863                                                                     |
| Preston S. Brooks (en)          | Démocrate             | 1er août 1856 - 28 janvier 1857      | 34e         | Réélu pour terminer son mandat vacant. Réélu en 1856 mais décède avant le début du mandat suivant.                                                                        | 1853–1863                                                                     |
| Vacant                          | Vacant                | 28 janvier 1857 - 5 mai 1857         | 34e         | | 1853–1863                                                                     |
| Milledge L. Bonham (en)         | Démocrate             | 5 mai 1857 - 21 décembre 1860        | 35e , 36e   | Élu pour terminer le mandat de Brooks. Réélu en 1858. Réélu en 1860 mais se retire à cause de la guerre civile.                                                           | 1853–1863                                                                     |
| District inactif                | District inactif      | 21 décembre 1860 - 18 juillet 1868   | 36e , 40e   | Guerre de Sécession et Reconstruction | Guerre de Sécession et Reconstruction                                         |
| James H. Goss (en)              | Républicain           | 18 juillet 1868 - 3 mars 1869        | 40e         | Élu en 1868. Retrait. | 1868–1873                                                                     |
| Vacant                          | Vacant                | 4 mars 1869 - 27 mai 1870            | 41e         | William D. Simpson (D) élu, mais ne siège pas. | 1868–1873                                                                     |
| Alexander S. Wallace (en)       | Républicain           | 27 mai 1870 - 3 mars 1877            | 41e - 44e   | Conteste avec succès l'élection de William D. Simpson. Réélu en 1870. Réélu en 1872. Réélu en 1874. Perd sa réélection.                                                   | 1868–1873                                                                     |
| Alexander S. Wallace (en)       | Républicain           | 27 mai 1870 - 3 mars 1877            | 41e - 44e   | Conteste avec succès l'élection de William D. Simpson. Réélu en 1870. Réélu en 1872. Réélu en 1874. Perd sa réélection.                                                   | 1873–1883                                                                     |
| John H. Evins (en)              | Démocrate             | 4 mars 1877 - 20 octobre 1884        | 45e - 48e   | Élu en 1876. Réélu en 1878. Réélu en 1880. Réélu en 1882. Décès. |                                                                               |
| John H. Evins (en)              | Démocrate             | 4 mars 1877 - 20 octobre 1884        | 45e - 48e   | Élu en 1876. Réélu en 1878. Réélu en 1880. Réélu en 1882. Décès. | 1883–1893                                                                     |
| Vacant                          | Vacant                | 20 octobre 1884 - 8 décembre 1884    | 48          | |                                                                               |
| John Bratton (en)               | Démocrate             | 8 décembre 1884 - 3 mars 1885        | 48          | Élu pour terminer le mandat d'Evins. Retrait. |                                                                               |
| William H. Perry (en)           | Démocrate             | 4 mars 1885 - 3 mars 1891            | 49e - 51e   | Élu en 1884. Réélu en 1886. Réélu en 1888. Retrait. |                                                                               |
| George W. Shell (en)            | Démocrate             | 4 mars 1891 - 3 mars 1895            | 52e , 53e   | Élu en 1890. Réélu en 1892. Retrait. |                                                                               |
| George W. Shell (en)            | Démocrate             | 4 mars 1891 - 3 mars 1895            | 52e , 53e   | Élu en 1890. Réélu en 1892. Retrait. | 1893–1903                                                                     |
| Stanyarne Wilson (en)           | Démocrate             | 4 mars 1895 - 3 mars 1901            | 54e - 56e   | Élu en 1894. Réélu en 1896. Réélu en 1898. Retrait. |                                                                               |
| Joseph T. Johnson (en)          | Démocrate             | 4 mars 1901 - 19 avril 1915          | 57e - 64e   | Élu en 1900. Réélu en 1902. Réélu en 1904. Réélu en 1906. Réélu en 1908. Réélu en 1910. Réélu en 1912. Réélu en 1914. Démissionne pour accepter un poste de juge fédéral. |                                                                               |
| Joseph T. Johnson (en)          | Démocrate             | 4 mars 1901 - 19 avril 1915          | 57e - 64e   | Élu en 1900. Réélu en 1902. Réélu en 1904. Réélu en 1906. Réélu en 1908. Réélu en 1910. Réélu en 1912. Réélu en 1914. Démissionne pour accepter un poste de juge fédéral. | 1903–1933                                                                     |
| Vacant                          | Vacant                | 19 avril 1915 - 14 septembre 1915    | 64e         | |                                                                               |
| Samuel J. Nicholls (en)         | Démocrate             | 14 septembre 1915 - 3 mars 1921      | 64e - 66e   | Élu pour terminer le mandat de Johnson. Réélu en 1916. Réélu en 1918. Retrait.                                                                                            |                                                                               |
| John J. McSwain (en)            | Démocrate             | 4 mars 1921 - 6 août 1936            | 67e - 74e   | Élu en 1920. Réélu en 1922. Réélu en 1924. Réélu en 1926. Réélu en 1928. Réélu en 1930. Réélu en 1932. Réélu en 1934. Décès.                                              |                                                                               |
| John J. McSwain (en)            | Démocrate             | 4 mars 1921 - 6 août 1936            | 67e - 74e   | Élu en 1920. Réélu en 1922. Réélu en 1924. Réélu en 1926. Réélu en 1928. Réélu en 1930. Réélu en 1932. Réélu en 1934. Décès.                                              | 1933–1943                                                                     |
| Vacant                          | Vacant                | 6 août 1936 - 3 novembre 1936        | 74e         | |                                                                               |
| Gabriel H. Mahon Jr. (en)       | Démocrate             | 3 novembre 1936 - 3 janvier 1939     | 74e , 75e   | Élu pour terminer le mandat de McSwain. Également élu pour le mandat suivant. Perd sa renomination.                                                                       |                                                                               |
| Joseph R. Bryson (en)           | Démocrate             | 3 janvier 1939 - 10 mars 1853        | 76e - 83e   | Élu en 1938. Réélu en 1940. Réélu en 1942. Réélu en 1944. Réélu en 1946. Réélu en 1948. Réélu en 1950. Réélu en 1952. Décès.                                              |                                                                               |
| Joseph R. Bryson (en)           | Démocrate             | 3 janvier 1939 - 10 mars 1853        | 76e - 83e   | Élu en 1938. Réélu en 1940. Réélu en 1942. Réélu en 1944. Réélu en 1946. Réélu en 1948. Réélu en 1950. Réélu en 1952. Décès.                                              | 1943–1953                                                                     |
| Joseph R. Bryson (en)           | Démocrate             | 3 janvier 1939 - 10 mars 1853        | 76e - 83e   | Élu en 1938. Réélu en 1940. Réélu en 1942. Réélu en 1944. Réélu en 1946. Réélu en 1948. Réélu en 1950. Réélu en 1952. Décès.                                              | 1953–1963                                                                     |
| Vacant                          | Vacant                | 10 mars 1953 - 2 juin 1953           | 83e         | |                                                                               |
| Robert T. Ashmore (en)          | Démocrate             | 2 juin 1953 - 3 janvier 1969         | 83e - 90e   | Élu pour terminer le mandat de Bryson. Réélu en 1954. Réélu en 1956. Réélu en 1958. Réélu en 1960. Réélu en 1962. Réélu en 1964. Réélu en 1966. Retrait.                  |                                                                               |
| Robert T. Ashmore (en)          | Démocrate             | 2 juin 1953 - 3 janvier 1969         | 83e - 90e   | Élu pour terminer le mandat de Bryson. Réélu en 1954. Réélu en 1956. Réélu en 1958. Réélu en 1960. Réélu en 1962. Réélu en 1964. Réélu en 1966. Retrait.                  | 1963–1973                                                                     |
| James R. Mann (en)              | Démocrate             | 3 janvier 1969 - 3 janvier 1979      | 91e - 95e   | Élu en 1968. Réélu en 1970. Réélu en 1972. Réélu en 1974. Réélu en 1976. Retrait.                                                                                         |                                                                               |
| James R. Mann (en)              | Démocrate             | 3 janvier 1969 - 3 janvier 1979      | 91e - 95e   | Élu en 1968. Réélu en 1970. Réélu en 1972. Réélu en 1974. Réélu en 1976. Retrait.                                                                                         | 1973–1983                                                                     |
| Carroll A. Campbell Jr. (en)    | Républicain           | 3 janvier 1979 - 3 janvier 1987      | 96e - 99e   | Élu en 1978. Réélu en 1980. Réélu en 1982. Réélu en 1984. Retrait pour se présenter comme Gouverneur de Caroline du Sud.                                                  |                                                                               |
| Carroll A. Campbell Jr. (en)    | Républicain           | 3 janvier 1979 - 3 janvier 1987      | 96e - 99e   | Élu en 1978. Réélu en 1980. Réélu en 1982. Réélu en 1984. Retrait pour se présenter comme Gouverneur de Caroline du Sud.                                                  | 1983–1993                                                                     |
| Liz J. Patterson                | Démocrate             | 3 janvier 1987 - 3 janvier 1993      | 100e - 102e | Élu en 1986. Réélue en 1988. Réélue en 1990. Perd sa réélection. |                                                                               |
| Bob Inglis                      | Républicain           | 3 janvier 1993 - 3 janvier 1999      | 103e - 105e | Élu en 1992. Réélu en 1994. Réélu en 1996. Retrait pour se présenter comme Sénateur des États-Unis.                                                                       | 1993–2003                                                                     |
| Jim DeMint                      | Républicain           | 3 janvier 1999 - 3 janvier 2005      | 106e - 108e | Élu en 1998. Réélu en 2000. Réélu en 2002. Retrait pour se présenter comme Sénateur des États-Unis.                                                                       | 1993–2003                                                                     |
| Jim DeMint                      | Républicain           | 3 janvier 1999 - 3 janvier 2005      | 106e - 108e | Élu en 1998. Réélu en 2000. Réélu en 2002. Retrait pour se présenter comme Sénateur des États-Unis.                                                                       | 2003–2013                                                                     |
| Bob Inglis                      | Républicain           | 3 janvier 2005 - 3 janvier 2011      | 109e - 111e | Élu en 2004. Réélu en 2006. Réélu en 2008. Perd sa renomination. |                                                                               |
| Trey Gowdy                      | Républicain           | 3 janvier 2011 - 3 janvier 2019      | 112e - 115e | Élu en 2010. Réélu en 2012. Réélu en 2014. Réélu en 2016. Retrait. |                                                                               |
| Trey Gowdy                      | Républicain           | 3 janvier 2011 - 3 janvier 2019      | 112e - 115e | Élu en 2010. Réélu en 2012. Réélu en 2014. Réélu en 2016. Retrait. | 2013–2023                                                                     |
| William Timmons                 | Républicain           | 3 janvier 2019 - Présent             | 116e - 118e | Élu en 2018. Réélu en 2020. Réélu en 2022. |                                                                               |
| William Timmons                 | Républicain           | 3 janvier 2019 - Présent             | 116e - 118e | Élu en 2018. Réélu en 2020. Réélu en 2022. | 2023–2033                                                                     |

## Résultats des récentes élections
Voici les résultats des dix précédents cycles électoraux dans le district.

### 2004
| Élection de 2004 du 4e district congressionnel de Caroline du Sud | Élection de 2004 du 4e district congressionnel de Caroline du Sud | Élection de 2004 du 4e district congressionnel de Caroline du Sud | Élection de 2004 du 4e district congressionnel de Caroline du Sud | Élection de 2004 du 4e district congressionnel de Caroline du Sud |
| ----------------------------------------------------------------- | ----------------------------------------------------------------- | ----------------------------------------------------------------- | ----------------------------------------------------------------- | ----------------------------------------------------------------- |
| Parti                                                             | Parti                                                             | Candidat                                                          | Votes                                                             | %                                                                 |
|                                                                   | Républicain                                                       | Bob Inglis                                                        | 188 795                                                           | 69,8                                                              |
|                                                                   | Démocrate                                                         | Brandon P. Brown                                                  | 78 376                                                            | 29,0                                                              |
|                                                                   | Vert                                                              | C. Faye Walters                                                   | 3 273                                                             | 1,2                                                               |
|                                                                   | Write-In                                                          | Write-In                                                          | 150                                                               | 0,1                                                               |
| Total des votes                                                   | Total des votes                                                   | Total des votes                                                   | 270 594                                                           | 100 %                                                             |
|                                                                   | Les Républicains conservent                                       |                                                                   |                                                                   |                                                                   |

### 2006
| Élection de 2006 du 4e district congressionnel de Caroline du Sud | Élection de 2006 du 4e district congressionnel de Caroline du Sud | Élection de 2006 du 4e district congressionnel de Caroline du Sud | Élection de 2006 du 4e district congressionnel de Caroline du Sud | Élection de 2006 du 4e district congressionnel de Caroline du Sud |
| ----------------------------------------------------------------- | ----------------------------------------------------------------- | ----------------------------------------------------------------- | ----------------------------------------------------------------- | ----------------------------------------------------------------- |
| Parti                                                             | Parti                                                             | Candidat                                                          | Votes                                                             | %                                                                 |
|                                                                   | Républicain                                                       | Bob Inglis (sortant)                                              | 115 553                                                           | 64,2                                                              |
|                                                                   | Démocrate                                                         | William Griff Griffith                                            | 57 490                                                            | 32,0                                                              |
|                                                                   | Vert                                                              | C. Faye Walters                                                   | 2 336                                                             | 1,3                                                               |
|                                                                   | Libertarien                                                       | John Cobin                                                        | 4 467                                                             | 2,5                                                               |
|                                                                   | Write-In                                                          | Write-In                                                          | 85                                                                | 0,0                                                               |
| Total des votes                                                   | Total des votes                                                   | Total des votes                                                   | 179 931                                                           | 100 %                                                             |
|                                                                   | Les Républicains conservent                                       |                                                                   |                                                                   |                                                                   |

### 2008
| Élection de 2008 du 4e district congressionnel de Caroline du Sud | Élection de 2008 du 4e district congressionnel de Caroline du Sud | Élection de 2008 du 4e district congressionnel de Caroline du Sud | Élection de 2008 du 4e district congressionnel de Caroline du Sud | Élection de 2008 du 4e district congressionnel de Caroline du Sud |
| ----------------------------------------------------------------- | ----------------------------------------------------------------- | ----------------------------------------------------------------- | ----------------------------------------------------------------- | ----------------------------------------------------------------- |
| Parti                                                             | Parti                                                             | Candidat                                                          | Votes                                                             | %                                                                 |
|                                                                   | Républicain                                                       | Bob Inglis (sortant)                                              | 184 440                                                           | 61,1                                                              |
|                                                                   | Démocrate                                                         | Paul Corden                                                       | 113 291                                                           | 37,5                                                              |
|                                                                   | Vert                                                              | C. Faye Walters                                                   | 4 093                                                             | 1,4                                                               |
|                                                                   | Write-In                                                          | Write-In                                                          | 125                                                               | 0,0                                                               |
| Total des votes                                                   | Total des votes                                                   | Total des votes                                                   | 301 949                                                           | 100 %                                                             |
|                                                                   | Les Républicains conservent                                       |                                                                   |                                                                   |                                                                   |

### 2010
| Élection de 2010 du 4e district congressionnel de Caroline du Sud | Élection de 2010 du 4e district congressionnel de Caroline du Sud | Élection de 2010 du 4e district congressionnel de Caroline du Sud | Élection de 2010 du 4e district congressionnel de Caroline du Sud | Élection de 2010 du 4e district congressionnel de Caroline du Sud |
| ----------------------------------------------------------------- | ----------------------------------------------------------------- | ----------------------------------------------------------------- | ----------------------------------------------------------------- | ----------------------------------------------------------------- |
| Parti                                                             | Parti                                                             | Candidat                                                          | Votes                                                             | %                                                                 |
|                                                                   | Républicain                                                       | Trey Gowdy                                                        | 137 586                                                           | 65,2                                                              |
|                                                                   | Démocrate                                                         | Paul Corden                                                       | 62 438                                                            | 29,6                                                              |
|                                                                   | Constitution                                                      | Dave Edward                                                       | 11 059                                                            | 5,2                                                               |
| Total des votes                                                   | Total des votes                                                   | Total des votes                                                   | 211 083                                                           | 100 %                                                             |
|                                                                   | Les Républicains conservent                                       |                                                                   |                                                                   |                                                                   |

### 2012
| Élection de 2012 du 4e district congressionnel de Caroline du Sud | Élection de 2012 du 4e district congressionnel de Caroline du Sud | Élection de 2012 du 4e district congressionnel de Caroline du Sud | Élection de 2012 du 4e district congressionnel de Caroline du Sud | Élection de 2012 du 4e district congressionnel de Caroline du Sud |
| ----------------------------------------------------------------- | ----------------------------------------------------------------- | ----------------------------------------------------------------- | ----------------------------------------------------------------- | ----------------------------------------------------------------- |
| Parti                                                             | Parti                                                             | Candidat                                                          | Votes                                                             | %                                                                 |
|                                                                   | Républicain                                                       | Trey Gowdy (sortant)                                              | 173 201                                                           | 64,9                                                              |
|                                                                   | Démocrate                                                         | Deb Morrow                                                        | 89 964                                                            | 33,7                                                              |
|                                                                   | Vert                                                              | Jeff Sumerel                                                      | 3 390                                                             | 1,3                                                               |
|                                                                   | Write-In                                                          | Write-In                                                          | 329                                                               | 0,1                                                               |
| Total des votes                                                   | Total des votes                                                   | Total des votes                                                   | 266 884                                                           | 100 %                                                             |
|                                                                   | Les Républicains conservent                                       |                                                                   |                                                                   |                                                                   |

### 2014
| Élection de 2014 du 4e district congressionnel de Caroline du Sud | Élection de 2014 du 4e district congressionnel de Caroline du Sud | Élection de 2014 du 4e district congressionnel de Caroline du Sud | Élection de 2014 du 4e district congressionnel de Caroline du Sud | Élection de 2014 du 4e district congressionnel de Caroline du Sud |
| ----------------------------------------------------------------- | ----------------------------------------------------------------- | ----------------------------------------------------------------- | ----------------------------------------------------------------- | ----------------------------------------------------------------- |
| Parti                                                             | Parti                                                             | Candidat                                                          | Votes                                                             | %                                                                 |
|                                                                   | Républicain                                                       | Trey Gowdy (sortant)                                              | 126 452                                                           | 84,8                                                              |
|                                                                   | Libertarien                                                       | Curtis E. McLaughlin Jr.                                          | 21 969                                                            | 14,8                                                              |
|                                                                   | Write-In                                                          | Write-In                                                          | 628                                                               | 0,4                                                               |
| Total des votes                                                   | Total des votes                                                   | Total des votes                                                   | 149 049                                                           | 100 %                                                             |
|                                                                   | Les Républicains conservent                                       |                                                                   |                                                                   |                                                                   |

### 2016
| Élection de 2016 du 4e district congressionnel de Caroline du Sud | Élection de 2016 du 4e district congressionnel de Caroline du Sud | Élection de 2016 du 4e district congressionnel de Caroline du Sud | Élection de 2016 du 4e district congressionnel de Caroline du Sud | Élection de 2016 du 4e district congressionnel de Caroline du Sud |
| ----------------------------------------------------------------- | ----------------------------------------------------------------- | ----------------------------------------------------------------- | ----------------------------------------------------------------- | ----------------------------------------------------------------- |
| Parti                                                             | Parti                                                             | Candidat                                                          | Votes                                                             | %                                                                 |
|                                                                   | Républicain                                                       | Trey Gowdy (sortant)                                              | 198 648                                                           | 67,2                                                              |
|                                                                   | Démocrate                                                         | Chris Fedalei                                                     | 91 676                                                            | 31,0                                                              |
|                                                                   | Constitution                                                      | Michael Chandler                                                  | 5 103                                                             | 1,7                                                               |
|                                                                   | Write-In                                                          | Write-In                                                          | 243                                                               | 0,1                                                               |
| Total des votes                                                   | Total des votes                                                   | Total des votes                                                   | 295 670                                                           | 100 %                                                             |
|                                                                   | Les Républicains conservent                                       |                                                                   |                                                                   |                                                                   |

### 2018
| Élection de 2018 du 4e district congressionnel de Caroline du Sud | Élection de 2018 du 4e district congressionnel de Caroline du Sud | Élection de 2018 du 4e district congressionnel de Caroline du Sud | Élection de 2018 du 4e district congressionnel de Caroline du Sud | Élection de 2018 du 4e district congressionnel de Caroline du Sud |
| ----------------------------------------------------------------- | ----------------------------------------------------------------- | ----------------------------------------------------------------- | ----------------------------------------------------------------- | ----------------------------------------------------------------- |
| Parti                                                             | Parti                                                             | Candidat                                                          | Votes                                                             | %                                                                 |
|                                                                   | Républicain                                                       | William Timmons                                                   | 145 321                                                           | 59,6                                                              |
|                                                                   | Démocrate                                                         | Brandon Brown                                                     | 89 182                                                            | 36,6                                                              |
|                                                                   | American (en)                                                     | Guy Furay                                                         | 9 203                                                             | 3,8                                                               |
|                                                                   | Write-In                                                          | Write-In                                                          | 244                                                               | 0,1                                                               |
| Total des votes                                                   | Total des votes                                                   | Total des votes                                                   | 243 950                                                           | 100 %                                                             |
|                                                                   | Les Républicains conservent                                       |                                                                   |                                                                   |                                                                   |

### 2020
| Élection de 2020 du 4e district congressionnel de Caroline du Sud | Élection de 2020 du 4e district congressionnel de Caroline du Sud | Élection de 2020 du 4e district congressionnel de Caroline du Sud | Élection de 2020 du 4e district congressionnel de Caroline du Sud | Élection de 2020 du 4e district congressionnel de Caroline du Sud |
| ----------------------------------------------------------------- | ----------------------------------------------------------------- | ----------------------------------------------------------------- | ----------------------------------------------------------------- | ----------------------------------------------------------------- |
| Parti                                                             | Parti                                                             | Candidat                                                          | Votes                                                             | %                                                                 |
|                                                                   | Républicain                                                       | William Timmons (sortant)                                         | 222 126                                                           | 61,6                                                              |
|                                                                   | Démocrate                                                         | Kim Nelson                                                        | 133 023                                                           | 36,9                                                              |
|                                                                   | Constitution                                                      | Michael Chandler                                                  | 5 090                                                             | 1,4                                                               |
|                                                                   | Write-In                                                          | Write-In                                                          | 311                                                               | 0,1                                                               |
| Total des votes                                                   | Total des votes                                                   | Total des votes                                                   | 360 550                                                           | 100 %                                                             |
|                                                                   | Les Républicains conservent                                       |                                                                   |                                                                   |                                                                   |

### 2022
La Primaire démocrate a été annulée. Ken Hill (D) avance vers l'Élection Générale.
| Primaire républicaine de 2022 du 4e district congressionnel de Caroline du Sud | Primaire républicaine de 2022 du 4e district congressionnel de Caroline du Sud | Primaire républicaine de 2022 du 4e district congressionnel de Caroline du Sud | Primaire républicaine de 2022 du 4e district congressionnel de Caroline du Sud | Primaire républicaine de 2022 du 4e district congressionnel de Caroline du Sud |
| ------------------------------------------------------------------------------ | ------------------------------------------------------------------------------ | ------------------------------------------------------------------------------ | ------------------------------------------------------------------------------ | ------------------------------------------------------------------------------ |
| Parti                                                                          | Parti                                                                          | Candidat                                                                       | Votes                                                                          | %                                                                              |
|                                                                                | Républicain                                                                    | William Timmons (sortant)                                                      | 24 800                                                                         | 52,7                                                                           |
|                                                                                | Républicain                                                                    | Mark Burns                                                                     | 11 214                                                                         | 23,8                                                                           |
|                                                                                | Républicain                                                                    | Michael LaPierre                                                               | 8 029                                                                          | 17,1                                                                           |
|                                                                                | Républicain                                                                    | George Abuzeid                                                                 | 3 024                                                                          | 6,4                                                                            |

| Élection de 2022 du 4e district congressionnel de Caroline du Sud | Élection de 2022 du 4e district congressionnel de Caroline du Sud | Élection de 2022 du 4e district congressionnel de Caroline du Sud | Élection de 2022 du 4e district congressionnel de Caroline du Sud | Élection de 2022 du 4e district congressionnel de Caroline du Sud |
| ----------------------------------------------------------------- | ----------------------------------------------------------------- | ----------------------------------------------------------------- | ----------------------------------------------------------------- | ----------------------------------------------------------------- |
| Parti                                                             | Parti                                                             | Candidat                                                          | Votes                                                             | %                                                                 |
|                                                                   | Républicain                                                       | William Timmons (sortant)                                         | 165 607                                                           | 90,8                                                              |
|                                                                   | Write-In                                                          | Write-In                                                          | 16 758                                                            | 9,2                                                               |
|                                                                   | Indépendant                                                       | Lee Turner (write-in)                                             | 0                                                                 | 0,0                                                               |
| Total des votes                                                   | Total des votes                                                   | Total des votes                                                   | 182 365                                                           | 100 %                                                             |
|                                                                   | Les Républicains conservent                                       |                                                                   |                                                                   |                                                                   |

### 2024
La Primaire démocrate a été annulée. Kathryn Harvey (D) avance vers l'Élection Générale.
| Primaire républicaine de 2024 du 4e district congressionnel de Caroline du Sud | Primaire républicaine de 2024 du 4e district congressionnel de Caroline du Sud | Primaire républicaine de 2024 du 4e district congressionnel de Caroline du Sud | Primaire républicaine de 2024 du 4e district congressionnel de Caroline du Sud | Primaire républicaine de 2024 du 4e district congressionnel de Caroline du Sud |
| ------------------------------------------------------------------------------ | ------------------------------------------------------------------------------ | ------------------------------------------------------------------------------ | ------------------------------------------------------------------------------ | ------------------------------------------------------------------------------ |
| Parti                                                                          | Parti                                                                          | Candidat                                                                       | Votes                                                                          | %                                                                              |
|                                                                                | Républicain                                                                    | William Timmons (sortant)                                                      | 36 533                                                                         | 51,6                                                                           |
|                                                                                | Républicain                                                                    | Adam Morgan                                                                    | 34 269                                                                         | 48,4                                                                           |

| Élection de 2024 du 4e district congressionnel de Caroline du Sud | Élection de 2024 du 4e district congressionnel de Caroline du Sud | Élection de 2024 du 4e district congressionnel de Caroline du Sud | Élection de 2024 du 4e district congressionnel de Caroline du Sud | Élection de 2024 du 4e district congressionnel de Caroline du Sud |
| ----------------------------------------------------------------- | ----------------------------------------------------------------- | ----------------------------------------------------------------- | ----------------------------------------------------------------- | ----------------------------------------------------------------- |
| Parti                                                             | Parti                                                             | Candidat                                                          | Votes                                                             | %                                                                 |
|                                                                   | Républicain                                                       | William Timmons (sortant)                                         | 206 916                                                           | 59,7                                                              |
|                                                                   | Démocrate                                                         | Kathryn Harvey                                                    | 128 976                                                           | 37,2                                                              |
|                                                                   | Constitution                                                      | Mark Hackett                                                      | 9779                                                              | 2,8                                                               |
|                                                                   | Write-In                                                          | Write-In                                                          | 743                                                               | 0,2                                                               |
| Total des votes                                                   | Total des votes                                                   | Total des votes                                                   | 346 414                                                           | 100 %                                                             |
|                                                                   | Les Républicains conservent                                       |                                                                   |                                                                   |                                                                   |